# 壽山國家自然公園
壽山國家自然公園是臺灣第一座國家自然公園，也是第九座依《國家公園法》設立的公園，因此屬於國家公園的範疇，全區位於高雄市境內。壽山國家自然公園2009年10月推動計畫，2011年公告實施並成立籌備處，2019年11月28日正式成立管理處。範圍涵蓋壽山（並非全部納入）、半屏山、旗後山、龜山（左營舊城）與打狗英國領事館，面積1,123公頃。地質主要是隆起珊瑚礁石灰岩，臺灣獼猴為主要野生動物。

## 歷史
1911年日治時期，地方政府開始籌建打狗公園，1912年「打狗市區改正計畫圖」已有公園的配置，預定1915年舉行開園式。1925年為紀念裕仁皇太子臺灣行啟正式確立「壽山紀念公園」的計畫，由日本「公園之父」本多静六規劃，並於1928年啟用，引入歐洲都市森林公園與環境保護的理念，有別於當時以人造景觀為主的傳統公園。戰後先後更名為「萬壽山公園」及「壽山公園」。並將園區內的高雄神社改建為忠烈祠，舉辦落成與開幕儀式。
1992年5月，高雄地區環保人士成立「柴山自然公園促進會」，稱「柴山會」，推動在壽山地區成立自然公園，並訴求以「柴山」掛名。1997年2月，高雄市政府發布《高雄市壽山自然公園管理辦法》，明訂等高線10公尺之鼓山路以西之壽山地區及西部海岸區域劃定為自然公園範圍。同年5月，高雄市政府成立「高雄市壽山自然公園推動委員會」，並於第五次會議中確定公園五大分區劃設方式及原則。
2000年10月，高雄市政府將上述管理辦法修訂為「高雄市壽山自然公園管理自治條例」。。自然公園園區內設有「台灣獼猴自然生態保護區」以保護台灣獼猴。2009年10月，高雄市市長陳菊向行政院院長吳敦義提議在壽山設立國家級自然公園，吳敦義指示交由內政部營建署推動籌辦「壽山國家自然公園」。
2011年11月1日，「壽山國家自然公園」計畫書、計畫圖正式公告實施。 同年12月6日，「壽山國家自然公園」開園，內政部營建署成立「壽山國家自然公園籌備處」。
2019年11月28日，壽山國家自然公園籌備處正式升格為「國家自然公園管理處」，與其他國家公園管理處平行；該管理處管轄範圍涵蓋「壽山國家自然公園」，以及高雄、台中等地的數座都會公園。

## 設施
當前沿著龜山公園所設置的木棧步道前行，沿路上則可見日治時期遺留下來的各種軍事設施遺址，包括彈藥庫、油庫、營舍、制高點、砲台、碉堡、掩體、坑道等設施。

## 園內景點
- 壽山
- 半屏山

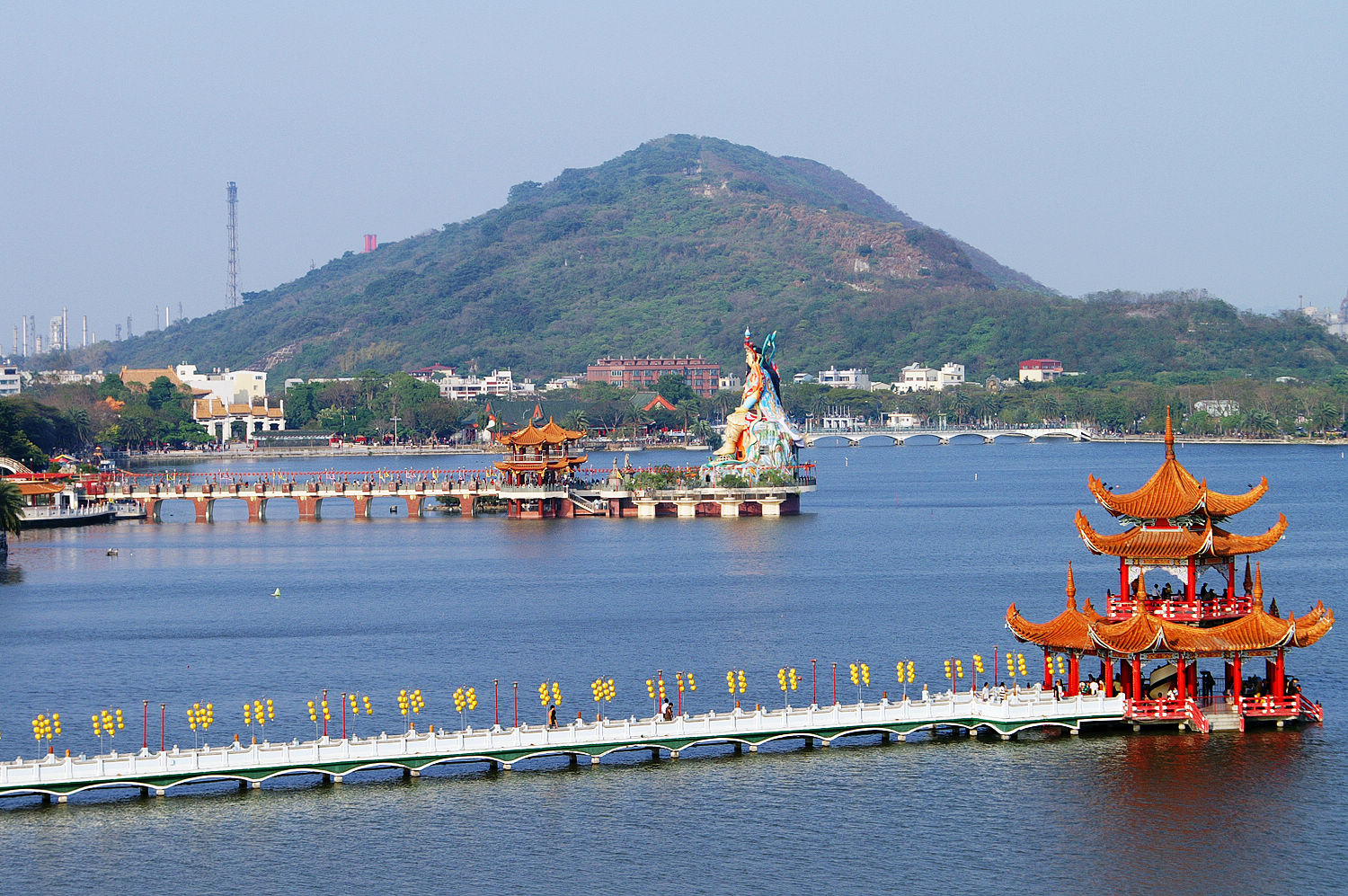
蓮池潭望半屏山
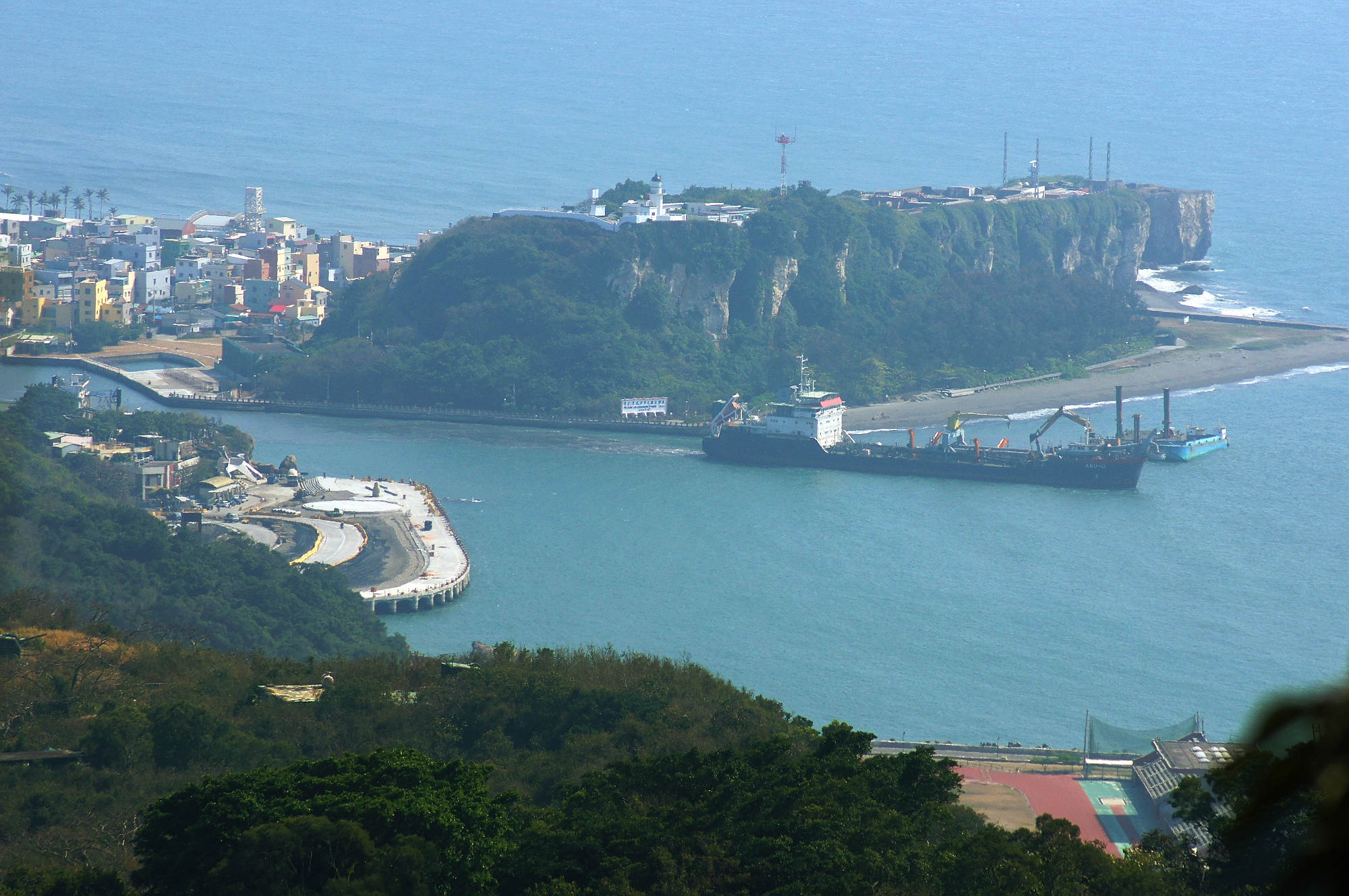
旗後山
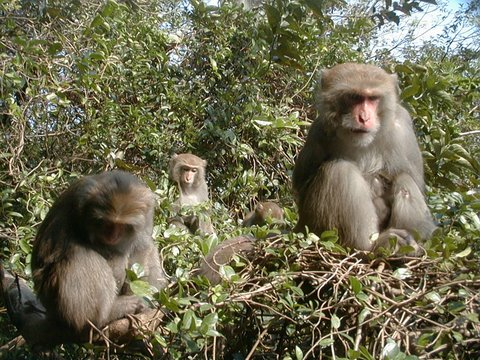
壽山上的台灣獼猴

- 旗津天后宮
- 旗後砲台
- 旗後燈塔
- 龜山
- 左營舊城
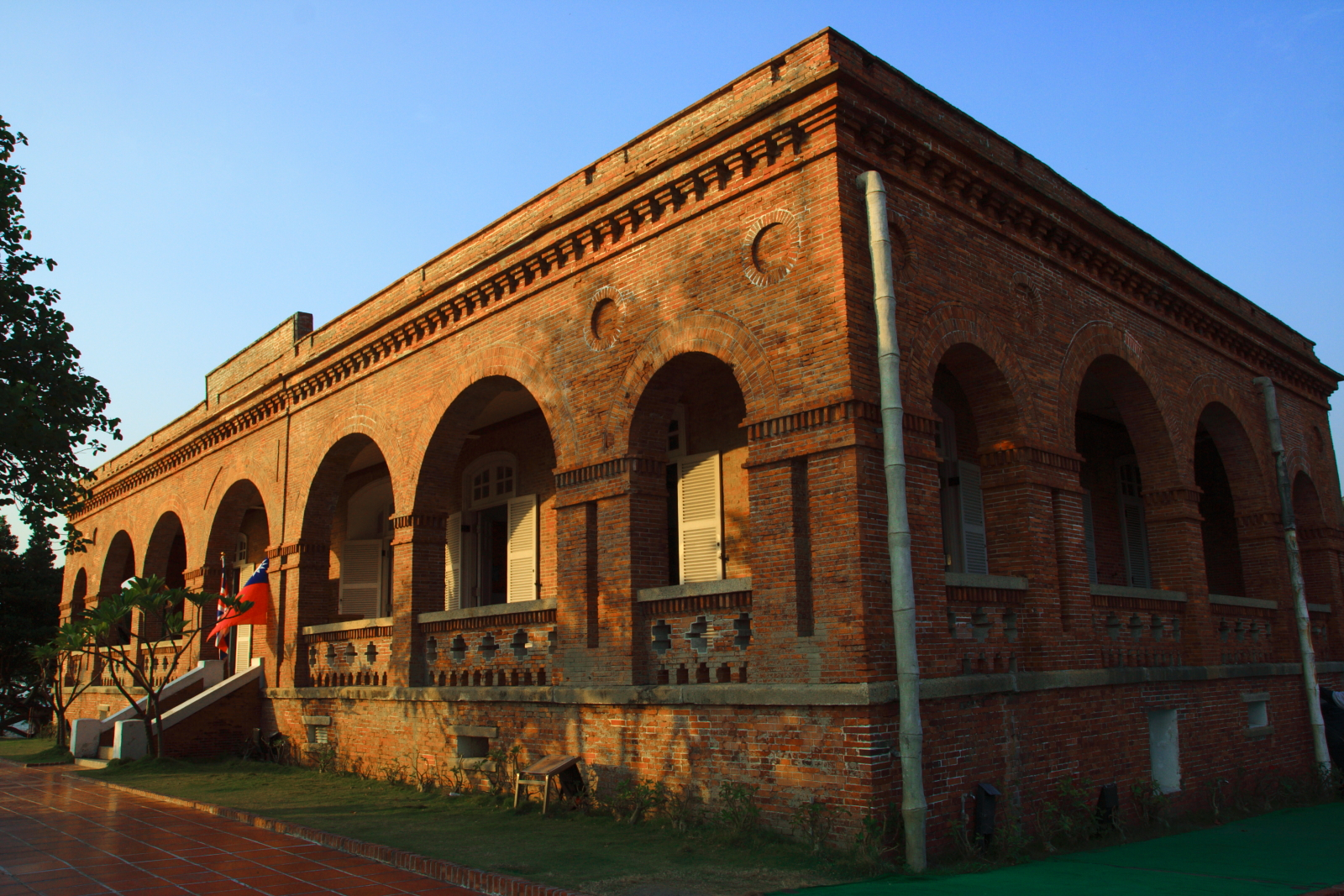
打狗英國領事館
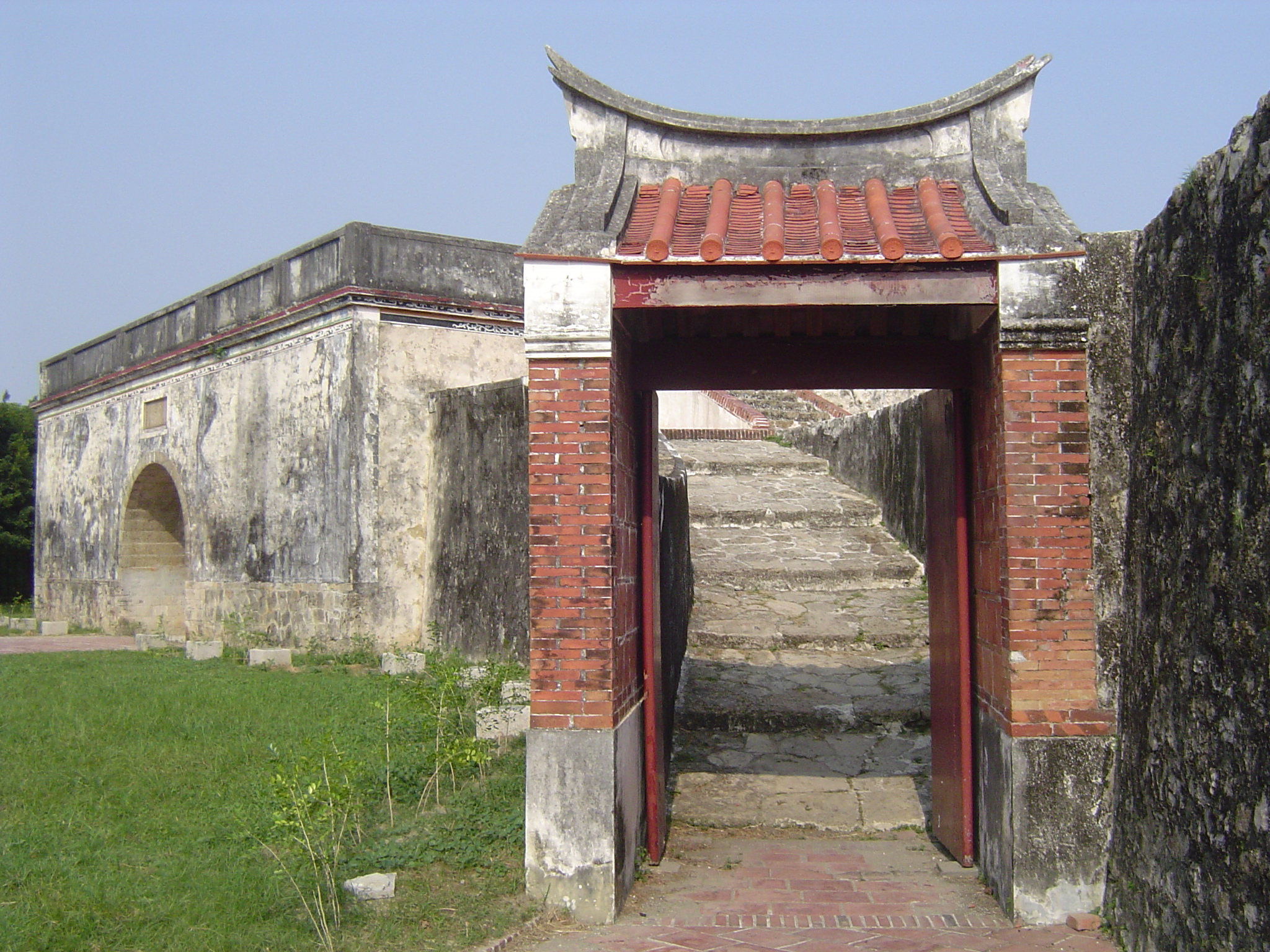
左營舊城東門
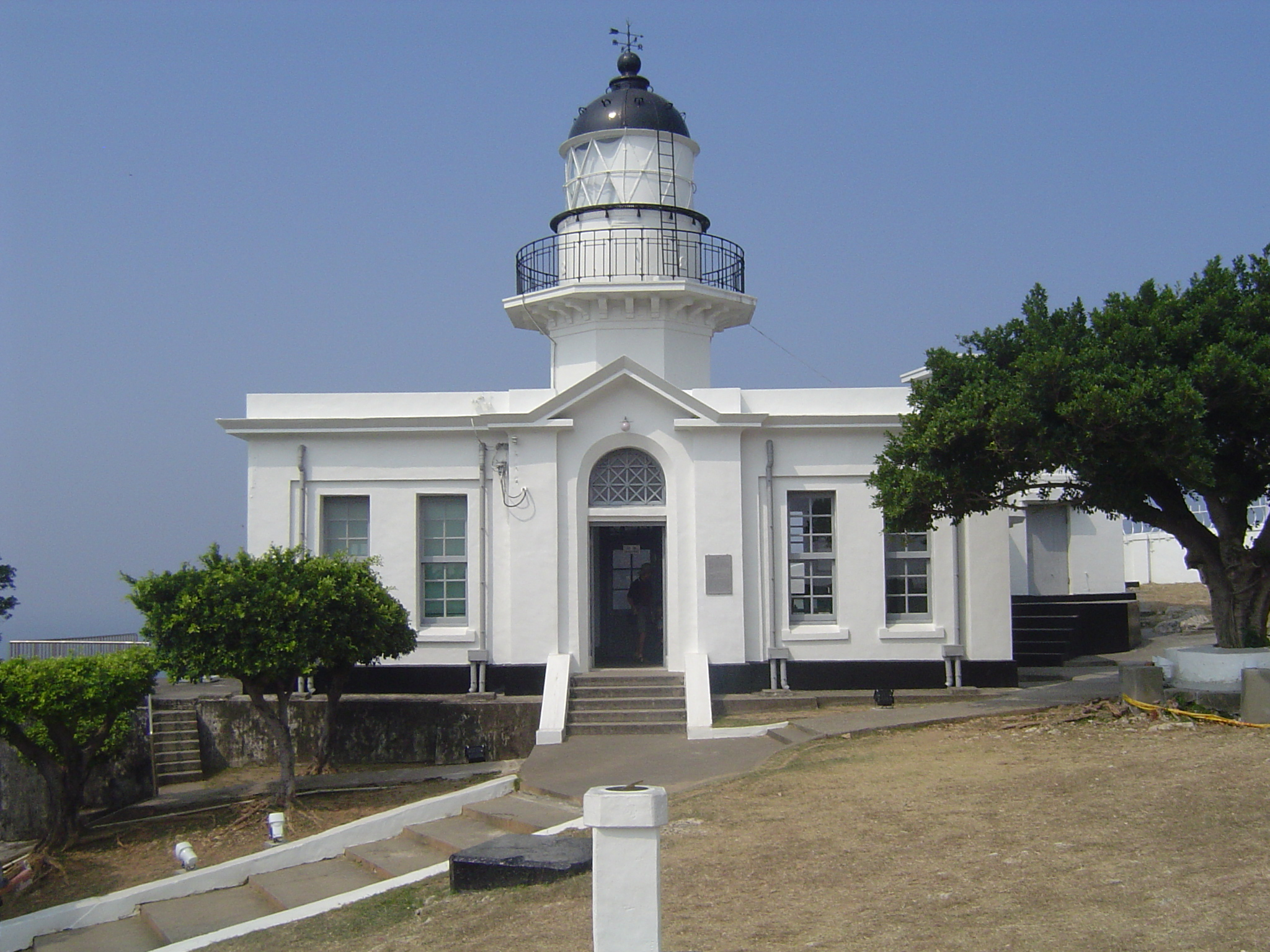
旗後燈塔
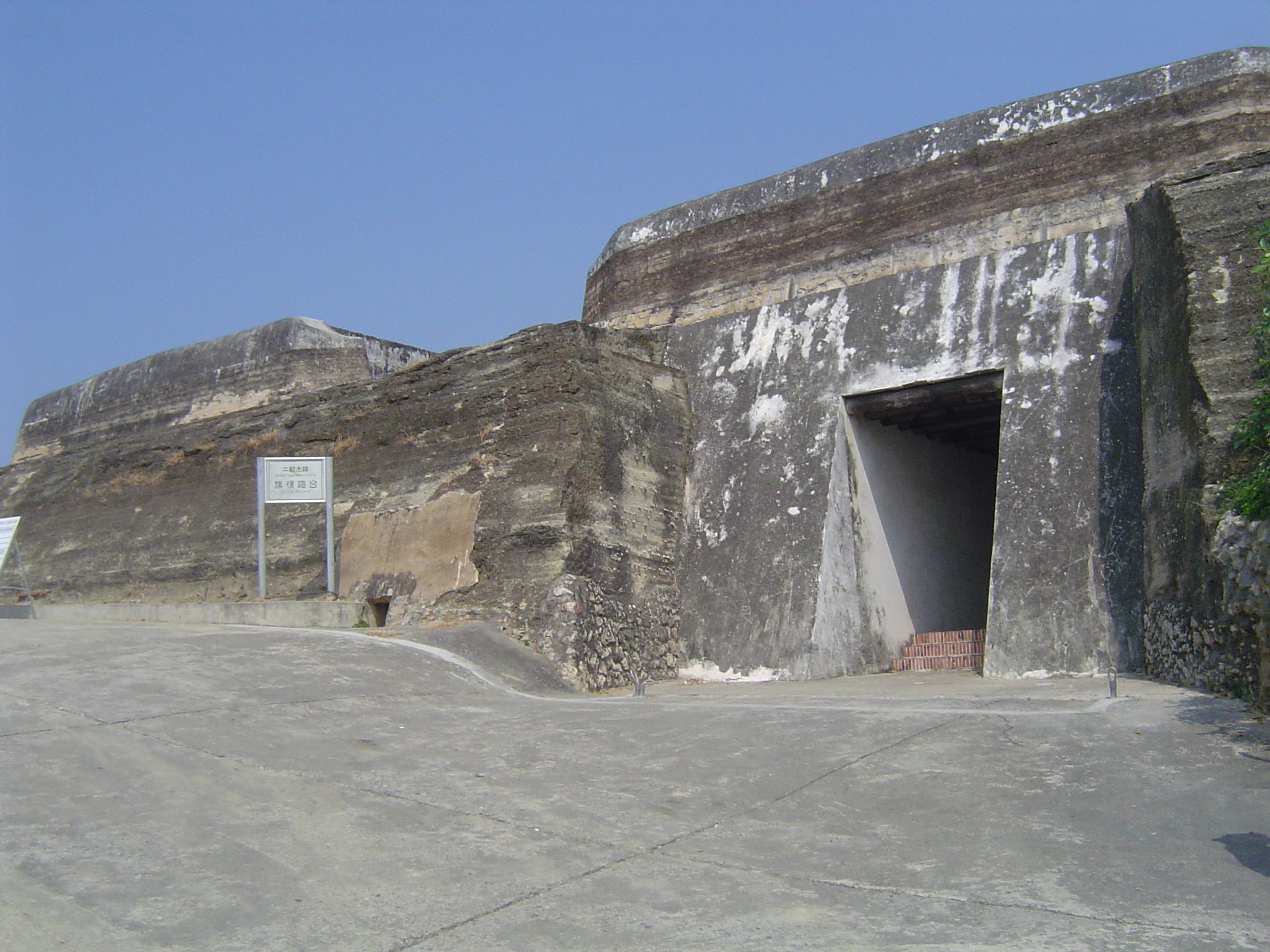
旗後砲台

- 開台福德宮
- 高雄貝塚遺址

- 蓮池潭望半屏山
- 遠眺旗後山
- 壽山上的台灣獼猴
- 打狗英國領事館官邸
- 左營舊城東門
- 旗後燈塔
- 旗後砲台

## 外部連結
- 壽山國家自然公園官方網站 （页面存档备份，存于）
- 壽山國家自然公園的Facebook專頁